# Parti démocrate-chrétien saint-marinais
Pour les articles homonymes, voir Parti démocrate-chrétien.
Le Parti démocrate-chrétien saint-marinais (en italien : Partito democratico cristiano sammarinese, PDCS) détient 22 des 60 sièges du parlement saint-marinais et gouverne en coalition avec le Parti des socialistes et des démocrates. Il est membre observateur du Parti populaire européen.

## Résultats électoraux
| Année | %     | Sièges  | Gouvernement                                                        |
| ----- | ----- | ------- | ------------------------------------------------------------------- |
| 1949  | 42,31 | 25 / 60 | Opposition                                                          |
| 1951  | 43,03 | 26 / 60 | Opposition                                                          |
| 1955  | 38,25 | 23 / 60 | Opposition                                                          |
| 1959  | 44,26 | 27 / 60 | Majorité PDC-PSDI                                                   |
| 1964  | 46,83 | 29 / 60 | Majorité PDC-PSDI                                                   |
| 1969  | 44,02 | 27 / 60 | Majorité PDC-PSDI (1969-1973), PDC-PSS-MLC (1973-1974)              |
| 1974  | 39,63 | 25 / 60 | Majorité PDC-PSS                                                    |
| 1978  | 42,30 | 26 / 60 | Opposition                                                          |
| 1983  | 42,07 | 26 / 60 | Opposition (1983-1986), Majorité PDC-PCS (1986-1988)                |
| 1988  | 44,13 | 27 / 60 | Majorité PDC-PCS (1988-1992), PDC-PSS (1992-1993)                   |
| 1993  | 41,37 | 26 / 60 | Majorité PDC-PSS                                                    |
| 1998  | 40,85 | 25 / 60 | Majorité PDC-PSS (1998-2000), PDC-PPD-SR (2000-2001), PDC-PD (2001) |
| 2001  | 41,45 | 25 / 60 | Majorité PDC-PSS (2001-2005), PDC-PSD (2005-2006)                   |
| 2006  | 32,92 | 21 / 60 | Opposition                                                          |
| 2008  | 31,90 | 22 / 60 | Majorité PSM (PDC-AP-LL-USM)                                        |
| 2012  | 29,47 | 21 / 60 | Majorité SMBC (PDC-PSD-AP)                                          |
| 2016  | 24,46 | 10 / 60 | Opposition                                                          |
| 2019  | 33,35 | 21 / 60 | Majorité                                                            |
| 2024  | 34,14 | 22 / 60 | Majorité                                                            |